# Carmen Monné
Carmen Monné (Nova York, 1895?–Sant Sebastià, 1959) va ser una pintora i intel·lectual espanyola que va estar casada, des de 1919, amb Ricardo Baroja (de qui era col·laboradora).
Al costat de la seva cunyada Carmen Baroja va ser impulsora de l'associació teatral El Mirlo Blanco, que es dedicava a la representació de peces dramàtiques al mateix domicili familiar dels Baroja, un xalet situat al carrer de Mendizábal núm. 24, de Madrid.
Va donar suport a la creació del Lyceum Club Femení, que buscava suports financers. Carmen Monné va proposar la realització d'una representació teatral de El Mirlo Blanco a benefici de l'associació.